# مارو (اربد)

مارو هي واحدة من القرى الزراعية الرئيسية في محافظة إربد ، الأردن. تقع إلى الشمال الشرقي من مدينة إربد ، على بعد ما يقارب 7 كم ، ويعيش فيها حوالي 4536 نسمة بحلول عام 2015. 

## الوضع الأثري
تم العثور على الآثار اليونانية والرومانية والإسلامية ،
وهو ما يعتقده مارو بناءً على أنقاض البلدة الرومانية القديمة ، ويعد المسجد القديم الذي بني من حجارة البازلت الأسود من أشهر معالمها.وقد عثر على آثار تعود إلى الحضارات الأدومية والقصصنة والجماعات العربية ، ووجدت العيدثار الرومانية والإسلامية. في سدرال السلام استطاع زعيم الإسلاميين شرحبيل بن حسنة ضم قرى حوران سنة 13 هـ 634 م ووقعت معركة اليرموك في تلك الفترة حيث استطاع خالد بن الوليد في معركة التغلب على الرومان عام 636 م. 15 م ، حيث انتهى الوجود الروماني هناك.

## تاريخ
في عام 1596 ظهرت المسماة مرو في سجلات الضرائب العثمانية ،
تقع في منطقة بني كنانة وهي جزء من سنجق حوران. كان فيها 28 بيتا و 15 عازبا، جميعهم مسلمين.
دفع القرويون نسبة ضريبة ثابتة قدرها 25٪ على المنتجات الزراعية ؛ بما في ذلك القمح والشعير والمحاصيل الصيفية والماعز وخلايا النحل ، بالإضافة إلى الإيرادات . وبلغ إجمالي الضريبة 11.250 سهمًا. والتي كانت أغلبيتها (7،050 سهماً) من القمح.ذهب 3/24 من الإيرادات إلى الوقف. [2] في عام 1961 كان عدد سكان مارو 449 نسمة. [3]